# HES4
HES4 (англ. Hes family bHLH transcription factor 4) – білок, який кодується однойменним геном, розташованим у людей на 1-й хромосомі. Довжина поліпептидного ланцюга білка становить 221 амінокислот, а молекулярна маса — 23 523.
| 10         |  | 20         |  | 30         |  | 40         |  | 50         |
| ---------- |  | ---------- |  | ---------- |  | ---------- |  | ---------- |
| MAADTPGKPS |  | ASPMAGAPAS |  | ASRTPDKPRS |  | AAEHRKSSKP |  | VMEKRRRARI |
| NESLAQLKTL |  | ILDALRKESS |  | RHSKLEKADI |  | LEMTVRHLRS |  | LRRVQVTAAL |
| SADPAVLGKY |  | RAGFHECLAE |  | VNRFLAGCEG |  | VPADVRSRLL |  | GHLAACLRQL |
| GPSRRPASLS |  | PAAPAEAPAP |  | EVYAGRPLLP |  | SLGGPFPLLA |  | PPLLPGLTRA |
| LPAAPRAGPQ |  | GPGGPWRPWL |  | R          |  |            |  |            |

A: Аланін

C: Цистеїн

D: Аспарагінова кислота

E: Глутамінова кислота

F: Фенілаланін

G: Гліцин

H: Гістидин

I: Ізолейцин

K: Лізин

L: Лейцин

M: Метіонін

N: Аспарагін

P: Пролін

Q: Глутамін

R: Аргінін

S: Серин

T: Треонін

V: Валін

W: Триптофан

Кодований геном білок за функціями належить до репресорів, білків розвитку. 
Задіяний у таких біологічних процесах, як транскрипція, регуляція транскрипції, диференціація клітин, нейрогенез. 
Білок має сайт для зв'язування з ДНК. 
Локалізований у ядрі.